# Lars Eriksson
Lars Eriksson (Estocolmo, 21 de setembro de 1965) é um ex-futebolista sueco que atuava como goleiro.

## Carreira
Eriksson competiu na Copa do Mundo FIFA de 1990, sediada na Itália, na qual a seleção de seu país terminou na vigésima primeira colocação dentre os 24 participantes.